# Bench (британський бренд одягу)

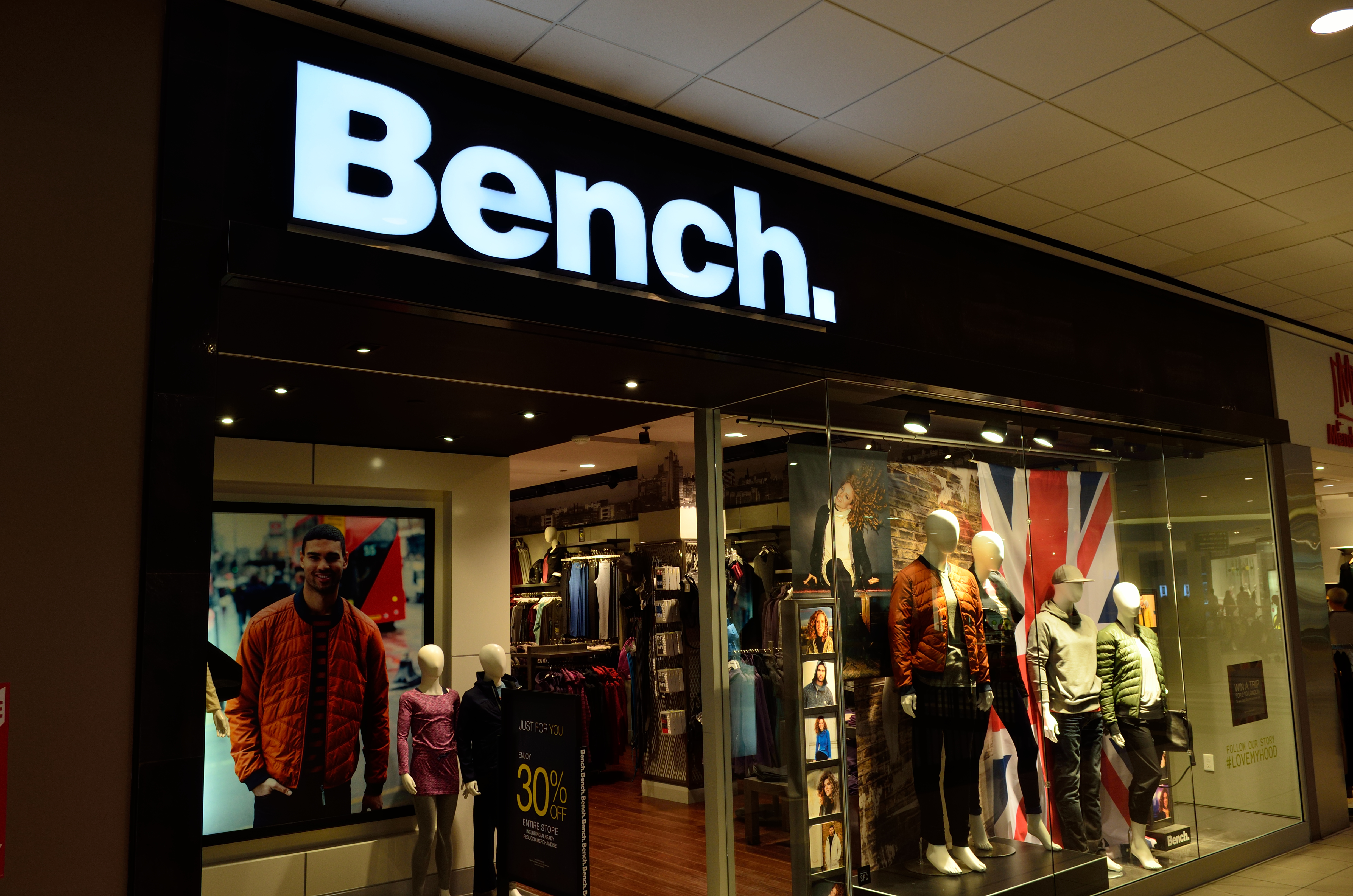
Bench в Променад

Bench (зазвичай  позначається як "Bench".) - це  британський бренд одягу, який продається по всьому світу, в тому числі в Європі, Канаді та Австралії. Компанія була заснована  в Манчестері, Велика Британія,  і вона спеціалізується на сучасному повсякденному одязі для молоді.

## Історія
Бренд в 1989 році почав випускати барвисті футболки, на дизайн яких вплинув скейтбординг. Протягом багатьох років, Bench перетворився на всесвітній бренд. І зараз реалізує не тільки чоловічий, а й жіночий сучасний повсякденний одяг для молоді,  - у тому числі джинсовий одяг, штани, спортивний одяг, толстовки з капюшоном, ремені, сумки, спідниці та сукні.
Початки створення Манчестерського  бренду можна побачити в монтажі силуета на фоні неба Манчестера, який використовується для дизайну як сумки через плече,  так і  для цінників.

## Одяг
Bench створює та продає свої власні товари. Bench випускає футболки, джинси, куртки, капелюхи, толстовки з капюшоном, годинники та ювелірні вироби.
Британський брендовий одяг Bench розширив свою продукцію жіночого одягу в 1998 році. Асортимент курток та іншого верхнього одягу був у такому ж молодіжному міському стилі, які в  чоловічому одязі.

## Канал поставок
Хоча компанія й продає свій товар через багатьох роздрібних торговців у Великій Британії, вони також мають свої власні магазини в одному з районів Лондона  - Уестфілді, Bluewater, Liverpool One, Глазго, The Trafford Centre,  (Манчестер), Meadowhall (Шеффілд), Metro Centre, Портсмут, Брайтон, Лестер, Ноттінгем, Лідс, Брістоль та кілька дизайнерських центрів outlet. На міжнародному рівні, у них є свої власні магазини в Кельні, Гамбурзі, Франкфурті-на-Майні, Єні, Мюнхені, Едмонтоні, Калгарі, Торонто, Монреалі та Ванкувері. У Канаді, завдяки ексклюзивній угоді, брендовий одяг Bench продається у магазинах Hudson's Bay. У Хорватії, через ексклюзивну угоду, молодіжний сучасний одяг Bench продається в магазинах  Kruna Mode .  На даний час вони мають 10 магазинів по країні; 5 в Спліті, 2 в Загребі, 2 в Запрешиці, і 1 в Кастелі. 

## Зовнішні посилання
- Офіційний сайт